# Maciej Szelachowski
Maciej Szelachowski (ur. 5 września 1960 w Białymstoku) – polski reżyser filmowy, telewizyjny, scenarzysta, dramaturg i producent. Ukończył studia na Wydziale Kulturoznawstwa Uniwersytetu Łódzkiego oraz na Wydziale Reżyserii PWSFTviT w Łodzi.

## Twórczość

### Filmografia
- Opowieści o kolorach (1993)
- Historia szaleństwa (1993)
- Historia światła (1994)
- Biebrzański Park Narodowy (2004)
- Wigierski Park Narodowy (2005)
- Park Narodowy Ujście Warty (2009)

### Teatry telewizji
- Miecz (1994)
- Sprawa Folsztyńskiego(1997)
- Krótki kurs piosenki aktorskiej (2000)
- Dzień Podróżny (2005) (producent wykonawczy)

### Serial komediowy
- Parada pradziada – 14 odc. (1995)

### Cykle telewizyjne
- Wieści ze świata – 20 odc. (1998-2000)
- Poszukiwacze zagubionych cywilizacji – 7 odc. (2000 – 2001)

### Dramaty
- Miecz – współautor z Wojciechem Szelachowskim (1992)
- Baron Munchhausen  – współautor z Wojciechem Szelachowskim (2005)
- Cuda w Budzie  – współautor z Wojciechem Szelachowskim (2006)
- Baron Munchhausen – odsłona druga  – współautor z Wojciechem Szelachowskim (2010)